# Tout se joue avant 6 ans
Tout se joue avant 6 ans (titre original : How to Parent) est un livre publié en 1970 chez Nash, écrit par le psychologue américain Fitzhugh Dodson (1924-1993).
Il est considéré comme un grand succès de librairie au niveau mondial,. Il a été publié en France en 1972 par Robert Laffont.

## Contenu
L'auteur, spécialiste de l'éducation, expose sa conviction de l'importance des premières années dans le développement de la personnalité d'un enfant. Selon lui, le type et la nature des stimulations reçues par un jeune enfant détermine en grande partie la suite de ses apprentissages. Il ne prétend pas, comme certains l'ont interprété à tort, que tout est définitivement conclu dans ces six premières années, mais insiste sur le rôle des parents dans cette période. Le titre original How to Parent signifie « Comment être parent ». Dodson avait introduit le mot « Parent » comme un verbe, le définissant comme « to use with tender loving care all the information science has accumulated about child psychology in order to raise happy and intelligent human beings. ».
Dodson qui insiste sur l'importance du langage dans l'éducation, raconte dans son livre une expérience significative: un couple de psychologues américains ont adopté un singe et l'ont élevé en même temps que leur fille, qui jusqu'à ses deux ans s'est révélée moins « intelligente » que le singe, mais qui l'a dépassé largement dès l'acquisition du langage.
Pour Dodson, l'essentiel des repères de l'imprégnation socioculturelle se donne aux enfants avant 6 ans, et il l'affirme plus pour aider les parents que pour faire un constat fataliste.

## Critiques
De nos jours la plupart des psychologues s'accordent que tout n'est pas totalement déterminé avant cet âge fatidique, mais concèdent que beaucoup de choses sont cependant en jeu. Ils indiquent qu'effectivement le type de relations affectives expérimentées durant la petite enfance conditionnent et influencent les relations à l'âge adulte
Pour Françoise Dolto, « On a dit tout se joue avant 6 ans, on a ensuite circonscrit les trois premières années comme les années décisives de la formation de la personnalité. Tout se joue peut-être en huit jours, les premiers jours de la vie. Le  temps des premières empreintes indélébiles, des blessures cicatricielles, se réduirait à la période périnatale ».
Quant au pédopsychiatre Marcel Rufo, « Son sang latin ne fait qu'un tour quand il entend la célèbre rengaine: tout se joue avant 6 ans. «Tout se rejoue toujours, dit-il. Les enfants ont une deuxième, voire une troisième chance. ».